# Giovenzano
Giovenzano è una frazione, di 1 594 abitanti, del comune italiano di Vellezzo Bellini. Costituì un comune autonomo fino al 1872.
Lungo il Naviglio Pavese vi è la frazione Osteriette mentre nell'abitato di Giovenzano si nota il castello palazzo Pallavicino e lì vicino tra le case un antico albero di gelso riconoscibile per la caratteristica potatura stagionale.

## Infrastrutture e trasporti
Fra il 1880 e il 1936 la località ospitò una fermata della Tranvia Milano-Pavia.